# Ligne (unité)
Pour les articles homonymes, voir Ligne.
La ligne (ou le line, symbole : ln ou ''', ou en France ligne parisienne, symbole : l) est une unité de mesure de longueur conçue durant le Moyen Âge. Généralement, c’est le pouce divisé par douze.

## Système anglo-saxon
La ligne du système anglo-saxon vaut aujourd’hui exactement 2,116 mm (2116 μm).

## Système français
La ligne du Roi de France , symbole l, un douzième du pouce du Roi, est définie par la Loi du 19 frimaire an VIII (10 décembre 1799) qui dispose que « le mètre est égal à 3 pieds et 11,296 lignes de la toise de Paris », soit environ 2,256 mm comme longueur pour la ligne de l’Ancien Régime.

## Moyen Âge
Selon le système officiel du Moyen Âge, il y a :
- 4 lignes dans un grain d'orge (= 1⁄9 paume)
- 9 lignes dans un doigt (= 1⁄4 paume)
- 12 lignes dans un pouce (= 1⁄3 paume)
- 36 lignes dans une paume
- 144 lignes dans un pied (= 4 paumes)
- 216 lignes dans une coudée (= 6 paumes)
- 864 lignes dans une toise (= 24 paumes)

### La canne des bâtisseurs

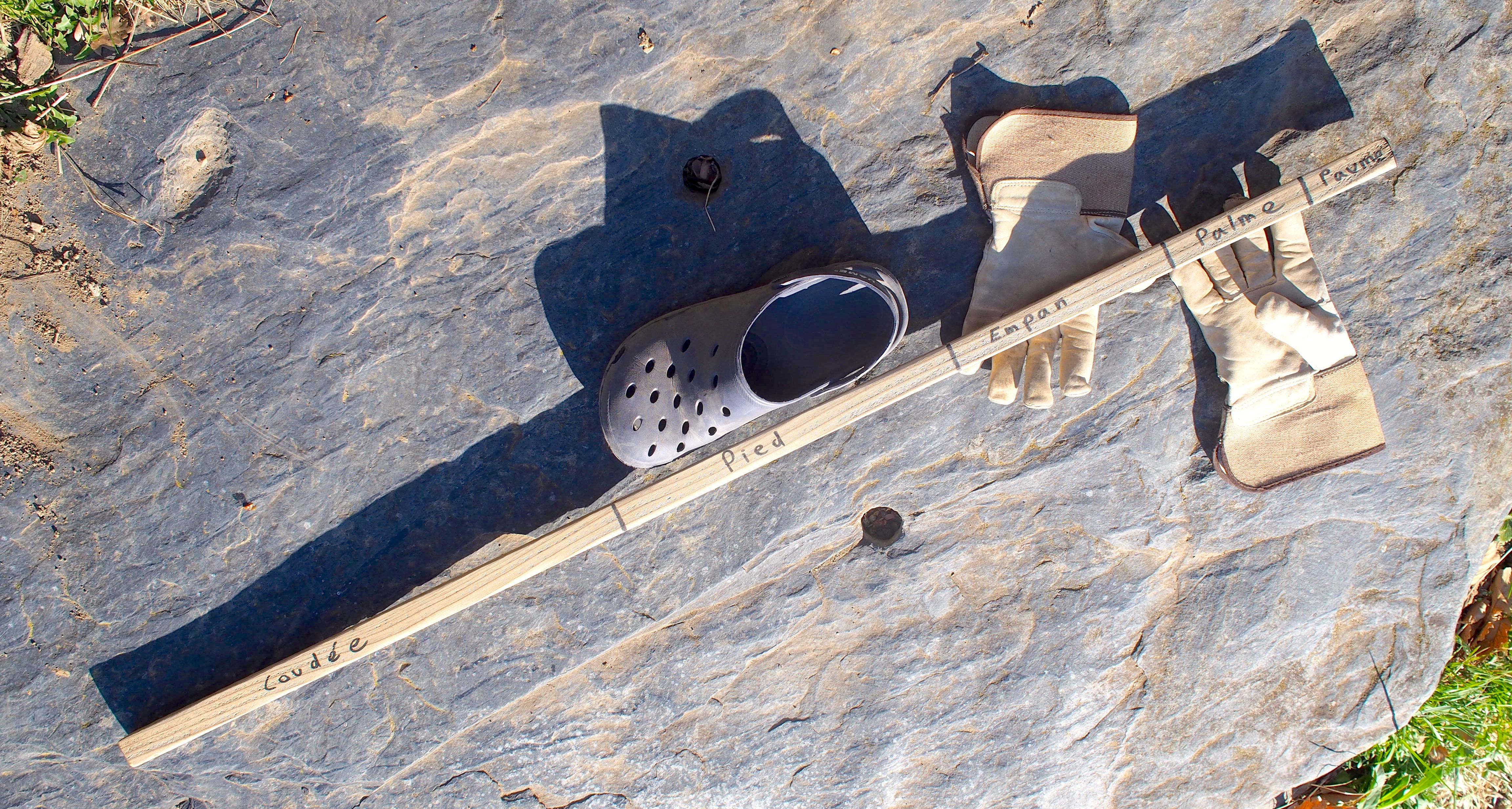
Pige ou canne des bâtisseurs.

Parallèlement, les bâtisseurs des cathédrales auraient employé un système fondé sur cinq nombres tirés de la suite de Fibonacci : « 34, 55, 89, 144, 233 ». Leur instrument de mesure s’appelait la « canne royale ». Elle mesurait au total 555 lignes soit environ 1,25 mètre. La canne était soit graduée (la « pige »), soit articulée ( la « quine »). Composée de cinq mesures différentes, elle faisait référence aux dimensions du corps humain. Ces mesures sont reliées entre elles par addition des mesures précédentes, ce qui est la définition de la suite de Fibonacci.
- 34 lignes dans une paume (palmus minor)
- 55 lignes dans une palme (palmus maior)
- 89 lignes dans un empan (une palme plus une paume)
- 144 lignes dans un pied (un empan plus une palme)
- 233 lignes dans une coudée (un pied plus un empan)

## Horlogerie
En horlogerie, la ligne valant exactement 2,255 8 mm est encore quelque peu utilisée de manière approximative pour le calibre d'un mouvement,.

## Viticulture
La longueur des bouchons des bouteilles de vin est calculée en lignes, de 15 lignes (34 mm) à 24 lignes (54 mm).